# Kilandur Jungle, Hosanagara
Kilandur Jungle là một làng thuộc tehsil Hosanagara, huyện Shimoga, bang Karnataka, Ấn Độ.